# Easter Sunday
Easter Sunday (prt: Que a Festa Comece!; bra: Domingo de Páscoa) é um filme de comédia americano dirigido por Jay Chandrasekhar e escrito por Ken Cheng e Kate Angelo, a partir de uma história de Cheng. O filme é estrelado por Jo Koy, Jimmy O. Yang, Tia Carrere, Brandon Wardell, Eva Noblezada, Eugene Cordero, Jay Chandrasekhar, Tiffany Haddish e Lou Diamond Phillips.
Easter Sunday foi lançado em 5 de agosto de 2022 nos Estados Unidos, pela Universal Pictures.

## Elenco
- Jo Koy como um comediante
- Jimmy O. Yang
- Tia Carrere como Tia Teresa
- Brandon Wardell como Junior Valencia, filho adotivo de Joe
- Eva Noblezada como Ruth, o interesse amoroso de Junior
- Lydia Gaston como a mãe de Joe
- Asif Ali como Tony Daytona
- Rodney To
- Eugene Cordero como ele mesmo
- Jay Chandrasekhar
- Tiffany Haddish como Vanessa
- Lou Diamond Phillips como ele mesmo

## Produção
Em 16 de fevereiro de 2021, foi anunciado que Jay Chandrasekhar dirigiria o filme Easter Sunday, com Jo Koy como estrela. Em abril, Eva Noblezada e Brandon Wardell se juntaram ao elenco. Em maio, Lou Diamond Phillips foi escalado como uma versão fictícia de si mesmo.
As filmagens começaram em 3 de maio de 2021, em Vancouver.  Em julho, a Universal Pictures anunciou que Jimmy O. Yang, Lydia Gaston, Rodney To, Jay Chandrasekhar e Tiffany Haddish também faziam parte do elenco.

## Marketing
O primeiro trailer do filme foi lançado em 5 de maio de 2022.

## Lançamento
Easter Sunday foi lançado em 5 de agosto de 2022 nos Estados Unidos, pela Universal Pictures. Ele foi provisoriamente agendado para 1 de abril de 2022. Em Portugal, foi lançado antes, em 4 de agosto de 2022.

## Recepção

### Bilheteria
Nos Estados Unidos e no Canadá, Easter Sunday foi lançado junto com Bullet Train e foi projetado para arrecadar US$ 5–7 milhões em 3 175 cinemas em seu fim de semana de lançamento.  O filme arrecadou US$ 2 milhões em seu primeiro dia, incluindo US$ 500 mil nas prévias de quinta-feira à noite. Foi lançado com US$ 6 milhões, terminando em sétimo lugar nas bilheterias. As mulheres representaram 55% do público, sendo 29% com mais de 45 anos; 37% eram asiáticos, com 31% caucasianos, 15% latinos/hispânicos e 11% afro-americanos. Arrecadou US$ 2,4 milhões em seu segundo fim de semana, terminando em 11º.

### Resposta da crítica
No site agregador de críticas Rotten Tomatoes, 43% das 65 resenhas dos críticos são positivas, com nota média de 5/10. O consenso do site diz: “A representação revigorante de Easter Sunday é frustrantemente prejudicada por piadas obsoletas e uma abordagem sem imaginação de sua história familiar.” O Metacritic atribuiu ao filme uma pontuação média ponderada de 41 em 100, com base em 18 críticos, indicando “críticas mistas ou médias”. O público consultado pelo CinemaScore deu ao filme uma nota média de “B+” em uma escala de A+ a F, enquanto o PostTrak deu ao filme uma pontuação geral positiva de 71%, com 49% dizendo que definitivamente o recomendariam.